# Ahmet Akyalçın
Ahmet Akyalçın (* 4. März 1949 in Afyon; †  2. März 2018) war ein türkischer Jurist und ehemaliges Mitglied des türkischen Verfassungsgerichts. Bis zu seinem Ausscheiden am 16. März 2012 war er Präsident des Kompetenzkonfliktgerichts.

## Laufbahn
Nach Abschluss seines Studiums der Rechtswissenschaften an der Universität Ankara im Jahr 1972 war Akyalçın unter anderem als Staatsanwalt in Pütürge, Bozdoğan, Pınarbaşı und als Generalstaatsanwalt in Çeşme und Bandırma tätig. 1997 wurde er Mitglied des Kassationshofs und gehörte dort dem neunten und siebten Strafsenat an.
Am 16. Juni 2000 wurde er zum ordentlichen Mitglied des Verfassungsgerichts ernannt und am 12. September 2005 zum Präsidenten des Kompetenzkonfliktgerichts gewählt. Am 16. März 2012 trat er in den Ruhestand
Akyalçın war verheiratet und Vater von zwei Kindern.